# Kinsale
Kinsale (iriska: Cionn tSáile) är en ort i republiken Irland.   Den ligger i grevskapet County Cork och provinsen Munster, i den södra delen av landet, 240 km sydväst om huvudstaden Dublin. Kinsale ligger 45 meter över havet och antalet invånare är 5 281.
Orten ligger cirka 25 km söder om staden Cork, vid floden Bandons utlopp.
Kinsale är ett populärt semestermål för irländska och utländska turister. Staden är känd för sina gourmetrestauranger och aktiviteter, såsom segling, fiske och golf. Staden har också ett rikt kulturliv med många konstgallerier.
Den 2 oktober 1601 till den 3 januari 1602 ägde belägringen av Kinsale rum, som resulterade i att England säkrade kontrollen över Irland.
Den 7 maj 1915 sänktes RMS Lusitania nära Old Head of Kinsale utanför Kinsale.